# Веселин Маринов
Веселин Стефанов Маринов е български поп певец.

## Биография
Роден е в град Полски Тръмбеш на 4 август 1961 г., в семейството на Стефан и Йорданка Маринови. Има брат, който е с шест години по-голям от него. Веселин Маринов се занимава с музика от седми клас, когато става барабанист на ученическа група. По-късно става вокалист и композитор на групата. През есента на 1981 г. е поканен за вокалист в рок група „Импулс“. Чуват го на една от промоциите в родния му град, провеждани всеки месец в Дома на съветско-българската дружба или в зала на консерваторията, където следва. Първата му изява с „Импулс“ е на 2 декември 1981 г. във Видин. Първата записана песен на певеца с групата е „Среднощна музика“ в стил прогресив рок. Също така композира песента „Ти дойде“, спечелила първа награда на Младежки конкурс за забавна песен. Първия си самостоятелен концерт изнася в Софийската опера. През 1983 г. завършва Естрадния отдел на консерваторията в класа на Петър Димитров. В този курс са още Диана Дафова, Нели Рангелова, Ваня Костова, Георги Христов и Богдан Томов. През 1984 г. се разболява от възли на гласните струни и претърпява две операции. Лекарите не му дават надежда, че ще продължи да пее и напуска „Импулс“.
През 1988 г. „Балкантон“ издава единствената му малка самостоятелна грамофонна плоча, озаглавена „Веселин Маринов“, съдържаща песните „Може да твори човек“ (м. Мария Ганева, т. Иван Тенев, ар. Борис Чакъров) и „Припомнена песен“ (м. и ар. Тодор Филков, т. Иван Тенев), и първата му дългосвиреща плоча, озаглавена „От любов“. В плочата „От любов“ е записана единствената песен в репертоара му по музика на композиторката Зорница Попова и по текст на сливенския поет Йордан Янков – „Припомни си моето име“. През 1990 година „Балкантон“ издава втората му и последна дългосвиреща плоча, озаглавена „За любовта“, в която са първите песни за Веселин Маринов по музика на Тончо Русев – „Ако знам“ и „Всяка болка отминава“, но плочата няма никакъв успех и почти всичките ѝ бройки са изкупени от Веселин Маринов. В периода 1988 – 1990 г. певецът изпада в дълбока творческа криза и решава да замине за Германия. Там работи с агенция, която се занимава с представянето на различни модни колекции. След 4 години, през които е отделен от семейството си, издава два албума на немски език. Връща се в България. Печели Голямата награда на фестивала „Златният Орфей+“. През 1993 г. музикална компания „Мега София“ издава първата му компилация „Хитове“ на аудиокасета, съдържаща най-големите му хитове дотогава: „На пристана любов“, „Припомни си моето име“, „Кръг“, „Пиано за двама“, „Констраст“ и „Нощ над града“. През 1995 г. записва албума „Горчиво вино“, достигащ 185-хиляден тираж, и се нарежда сред най-продаваните албуми в България. Успехът на „Горчиво вино“ го кара да остане в България. Песента „Горчиво вино“ става „Мелодия на годината“ за 1994 г. и печели радиоконкурса „Пролет“ през 1995 г., други известни песни от албума са мега хитовете „За теб, Българийо!“ и „Ти си любовта“.
След тригодишна пауза, през 1998 г., записва албума „Трифон Зарезан“, в който има дует с Весела Лечева –„Ако ти си отидеш за миг“ (м. Тончо Русев, т. Петър Караангов, ар. Константин Цеков), след него последователно следват албумите „Вино и любов“ (1999), включващ хита „Рожден ден“, „Винарната на любовта“ (2000), който е изцяло по музика на Тончо Русев, „Моя луда любов“ (2001) и „Моите песни“ (2002), съдържащ хита „Звездице моя“.
След 1998 г. Веселин Маринов записва почти всяка година нов албум, като сам си продуцира албумите (от „Трифон Зарезан“ насам) и ги представя на концертите си из цялата страна, а ги издава „Пайнер“.
През 2003 г. записва два албума: „Пожарите на любовта“ и първия си коледен албум „Коледен сън“, като в него има и дует с Тони Димитрова. На 17 април 2003 г. изнася грандиозен спектакъл в зала 1 на НДК, на който представя „Пожарите на любовта“.
Следва компилацията „Избрах за вас с любов“ (2004), в която певецът включва единствената си най-нова дотогава песен – една от най-успешните си балади „Да се събудиш до мен“. Следват албумите „Осъден на щастие“ (2005), съдържащ хитовете „Осъден на щастие“ и „Да се събудиш до мен“; албумът „Моят живот“ (2006), съдържащ хитовете „Вчера“ и „Всичко с теб е хубаво“, но заглавната песен така и не става хит; следват компилацията му с най-любовните песни от неговия репертоар „Да се събудиш до мен. Любовни балади“ (2007) и албума „Хубава жена“ (2008), хитове от който са „Без любов“ и „Колко много те обичам“.
През 2010 година, за втори път в кариерата си, записва два албума в една календарна година – „Още един хубав ден“, съдържащ хитовете „Още един хубав ден“, „Лека нощ, мила моя“ и „Идвайте си“, както и втория си коледен албум „Най-скъпият подарък на света“, съдържащ осем песни. На следващата 2011 година записва юбилейната си колекция „Веселин Маринов – 30 години на сцена“, включваща в три компактдиска 50 от най-хубавите песни в репертоара си, тъй като през тази година той навършва 50 години и отбелязва 30-годишен творчески юбилей. В компилацията е включена и песента „Нашата полиция“, която е неофициален химн на Министерството на вътрешните работи, неиздавана преди това. Песента е представена на празника на МВР през 2010 г. и е единствената нова песен в колекцията. На 2 декември 2011 г. се навършват 30 години от първата му концертна изява, затова певецът подчинява цялата година на този творчески юбилей, като представя най-популярните си песни с концерти в продължение на над два часа и половина в цялата страна. През същата 2011 г. издава още един албум – „Горькая любовь“, съдържащ някои от най-големите хитове на Веселин Маринов, записан на руски език и издаден в Русия.
През 2012 г. записва албума си „Един мъж на 50“, съдържащ хита „Любов на прага на сърцето“. Следва компилацията „Носталгия“ от 2013 г., в която певецът изпълнява добре познати и обичани български песни от репертоара на различни български поп изпълнители. На следващата година записва албума „Островът на любовта“ (2014), като хитове от него стават заглавната песен „Островът на любовта“, „Лятна жълта рокля“ и „Сняг“, която участва в класация на БНР.
През 2014 г. Веселин Маринов е част от журито на „Големите надежди“. Също е и рекламно лице на олио „Плиска“.
През 2015 г. в родния си град основава и организира конкурса за млади певци „Полските щурчета“, който се провежда всяка година през месец септември, а победителите биват наградени. Понастоящем организатор е община Полски Тръмбеш. На 9 декември с. г. изнася голям коледен концерт в зала 1 на НДК. Заедно със стотици деца пее „Над смълчаните полета“, „Шаро и първият сняг“ и „Тиха нощ, свята нощ“. Певецът посвещава три песни на децата в публиката и ги изпълнява в съпровод на две китари. Освен с децата, на сцената Маринов пее и с трио „Сопрано“ песента „Time to Say Goodbye“. На концерта изпълнява някои от големите си хитове, песни от двата си коледни албума и представя нова песен – „Жената на живота ми“. Тя е включена в албума „Предстви си...“ (2017).
На 30 ноември 2016 г. певецът изнася голям юбилеен спектакъл, озаглавен „35 години на сцена“, в зала „Арена Армеец“, на който присъстват 13000 души. Специално за концерта е изградена двуетажна сцена, 210 кв. м. видеостена, а голям оркестър с утвърдени музиканти, вокалисти и балерини поддържат Маринов на сцената. През същата година в периода 14 март – 15 август Веселин Маринов изнася 50 концерта из цялата страна, на които представя песните от юбилейната компилация „Златни хитове“.
През 2016 г. записва юбилейна компилация с някои от най-хубавите си песни, посветена на 35-годишната му сценична дейност. Озаглавена е „Златни хитове“ и съдържа общо 68 песни в три аудио диска и един видео диск.
През 2017 г. записва албума „Представи си…“, а през 2019 г. – „Легенда за любовта“, в който е записана последната песен на Бисер Киров „Приятелю мой“, написана през 2016-а, малко преди да почине.
На 15 април 2020 г. изнася първия си концерт, излъчен по интернет. Причината за това е пандемията от COVID-19.
През 2020 г. пише автобиографичната си книга „От любов“.
От 2023 г. е в журито на „Като две капки вода“.
През есента на 2023 г., след 4-годишна пауза, излиза поредният му албум „Лесен за обичане“, който е и първият му албум, издаден на флашпамет. Хитове от албума стават „Целувай и не говори“, „Старото балканче“ и „Добре дошли в България“.
В края на 2024 г. е издаден третият му коледен албум „Писмо до дядо Коледа“.
Освен поп песни, в репертоара си Веселин Маринов има и авторски фолклорни песни: „Слънце зайде“ (записана в албума „Горчиво вино“), „Песен искам“ (в албума „Осъден на щастие“), „Първа младост“ (в албума „Хубава жена“) и др.
На рождения си ден през 2023 г. дава интервю за предаването „Хоризонт за вас“ по програма „Хоризонт“ на БНР, в което говори за липсата на българска музика в медиите и в частност неизлъчването на песните от неговия репертоар.
През годините за него песни са писали композиторите Тончо Русев, който е написал около 100 песни за Веселин Маринов, Зорница Попова, Мария Ганева, Найден Андреев, Красимир Гюлмезов и други.

## Личен живот
- През 1983 г. среща първата си жена – Мария, която по това време е кандидат-студентка в Консерваторията, а през 1988 г. ражда дъщеря им Йоана. Бракът му с Мария трае 20 години. След това се развеждат и певецът губи гласа си, като изпада в депресия.[30]
- През 90-те години играе футбол на любителско ниво в отбора на Сиконко (Климентово)[31] и Ловико (Сухиндол). Прекратява кариерата си поради скъсано ахилесово сухожилие.[32][33]
- На 10 октомври 2009 г. Веселин Маринов сключва църковен брак с втората си жена – Цветанка.[34][35] През 2010 г. певецът посвещава на Цветанка албума си „Още един хубав ден“,[36][37] а през 2011 г. двамата се разделят.
- Понастоящем има връзка с жена на име Веселина.[30]
- На 14 юни 2020 г. става дядо на близнаци – Веселин и Цветелина.[38]
- Веселин Маринов е в много близки приятелски отношения с бившия министър на вътрешните работи и настоящ лидер на партия „Републиканци за България“ Цветан Цветанов.[39][40][41]

## Дискография

### Малки плочи
- 1988 – „Веселин Маринов“[3]
(SP, Балкантон – ВТК 3916)

### Студийни албуми
- 1988 – „От любов“
- 1990 – „За любовта“
- 1992 – „Liebes Lieder“ (Любовни песни), издаден в Германия
- 1993 – „Die Sprache der Tranen“ (Езикът на сълзите), издаден в Германия
- 1995 – „Горчиво вино“
- 1998 – „Трифон Зарезан“
- 1999 – „Вино и любов“
- 2000 – „Винарната на любовта“
- 2001 – „Моя луда любов“
- 2002 – „Моите песни“
- 2003 – „Пожарите на любовта“
- 2003 – „Коледен сън“, коледен албум
- 2005 – „Осъден на щастие“
- 2006 – „Моят живот“
- 2008 – „Хубава жена“
- 2010 – „Още един хубав ден“
- 2010 – „Най-скъпият подарък на света“, коледен албум
- 2011 – „Горькая любовь“, издаден в Русия
- 2012 – „Един мъж на 50“
- 2014 – „Островът на любовта“
- 2017 – „Представи си...“
- 2019 – „Легенда за любовта“
- 2023 – „Лесен за обичане“
- 2024 – „Писмо до Дядо Коледа“, коледен албум

### Компилации
- 1993 – „Хитове“
- 2004 – „Избрах за вас с любов“, 2 CD
- 2007 – „Да се събудиш до мен. Любовни балади“
- 2011 – „30 години на сцена“, 3 CD
- 2013 – „Носталгия“, компилация от известни хитове на различни изпълнители
- 2016 – „Златни хитове“, 3 CD; 1 DVD

### Други песни
- 1985 – „Спомен“ – м. и ар. Любомир Денев, т. Волен Николаев – първи запис
- 1986 – „Мъжка песен“ – м. Георги Денков, т. Михаил Белчев, ар. Панайот Славчев, съпр. ЕОКТР, дир. Вили Казасян – от фестивала „Златният Орфей“
- 1986 – „Грузия, обичам те“ с на Кристина Димитрова и Георги Денков – м. Георги Денков, т. Иван Тенев, ар. Кристиян Бояджиев – от малка плоча на Бюро за младежки туризъм „Орбита“
- 1987 – „Вуйчовата“ с на Богдан Томов, Ася и Той, Кристиян Бояджиев, Асен Драгнев и Георги Денков (група „Нови коледари“) – м. Атанас Бояджиев, т. Димитър Керелезов, ар. Кристиян Бояджиев – от плочата „Коледари“
- 1988 – „Тиква“ – м. и ар. Асен Драгнев и Иван Платов, т. Димитър Керелезов – от плочата „Парад на плодовете“
- 1988 – „Щъркел“ – м. и ар. Асен Драгнев и Румен Бояджиев, т. Живко Колев – от плочата „21 забавни детски песни за животните“
- 1988 – „Контраст“ – м. и ар. Борис Чакъров, т. Иван Тенев, съпр. ЕСО на БТР – от фестивала „Златният Орфей“
- 1989 – „Завръщане“ – м. Йордан Чубриков, т. Иван Тенев, ар. Борис Чакъров – от плочата „Песни за Омуртаг от Йордан Чубриков“
- 1990 – „Весел пленник“ – м. Симеон Панчев, т. Ваньо Вълчев, ар. Александър Савелиев – от плочата „Панорама на младите 4“
- 1990 – „Тази песен е за вас“ – м. и ар. Йордан Чубриков, т. Емил Розин – от малка плоча на Завод „Мехатроника“ – Габрово
- 2004 – „И ще те обичам“ – м. и ар. Пламен Велинов, т. Мариета Ангелова – от конкурса „Песни за София“
- 2005 – „Далечен спомен“ – м. Кирил Икономов, т. Мая Нешкова – от албума на Кирил Икономов „За приятелите наши...“
- 2005 – „Къде си“ – м. и т. Веселин Маринов
- 2005 – „Песен за Благоевград“ – м. и т. Димитър Янев, ар. Пламен Велинов – от албума „Македония фолк – Благоевград“
- 2005 – „С любов до край“ – м. и т. Атанас Стоев, ар. орк. „Канарите“ – от албума „Празничен хоровод 2“
- 2006 – „Песен за трендафилот“ – м. Тончо Русев, т. Евтим Евтимов, ар. Пламен Велинов – от 10-ия юбилеен фестивал „Еврофест“ в Скопие, Северна Македония
- 2007 – „Песен за Варна“
- 2007 – „Коледа“ с Петя Буюклиева, Мариана Попова, Дани Милев, Йордан Караджов и Александър Мариновски (от група „Сигнал“) – м. Владимир Априлов и Пламен Велинов, т. Владимир Априлов, ар. Пламен Велинов – от сингъла „Коледа с Мото-Пфое“
- 2008 – „Децата на България“ с Йордан Караджов („Сигнал“), Атанас Пенев (Б.Т.Р.), Миро, Деси Добрева, група „Акага“, Нина Николина, Калин Вельов и „Бон-бон“ – от проекта „Българската Коледа“
- 2010 – „Нашата полиция“ – м. Тончо Русев, т. Евтим Евтимов, ар. Пламен Велинов – песен за празника на МВР
- 2010 – „Златна Добруджа“ – м. Тончо Русев, т. Евтим Евтимов, ар. Пламен Велинов

## Видеоалбуми
- 1999 – „Вино и любов“
- 2000 – „Винарната на любовта“
- 2001 – „Моя луда любов“
- 2001 – „20 години на сцена“
- 2002 – „Моите песни“
- 2003 – „Пожарите на любовта“
- 2004 – „Коледен сън“
- 2004 – „Избрах за вас с любов“
- 2005 – „Осъден на щастие“
- 2006 – „Моят живот“
- 2006 – „Веселин Маринов“
- 2006 – „Veselin Marinov Best Video Selection 1“
- 2007 – „Veselin Marinov Best Video Selection 2“
- 2007 – „25 години на сцената“
- 2009 – „Празничен концерт“
- 2010 – „Още един хубав ден“
- 2012 – „30 години на сцена“
- 2012 – „Един мъж на 50“
- 2014 – „Носталгия“
- 2015 – „Островът на любовта“
- 2016 – „Златни хитове“
- 2017 – „35 години на сцена“
- 2018 – „Представи си...“

## Награди и отличия
- Първа награда и награда на публиката за песента „Ти дойде“ – Младежки фестивал за забавна песен – 1983 г.
- Втора награда за песента „На пристана любов“ – Младежки фестивал за забавна песен
- Първа награда за песента „Пиано за двама“ – Младежки фестивал за забавна песен
- Награда на Международния фестивал за млади изпълнители в Тбилиси, СССР – 1986 г.
- Голяма награда – фестивал Интервизия в Прага – 1989 г.
- Голяма награда – фестивал „Златният Орфей +“ – 1994 г.
- „Мелодия на годината“ за „Горчиво вино“ – 1994 г.
- Песента „Горчиво вино“ печели радиоконкурса „Пролет“ през 1995 г.[7]
- Втора награда за песента „Жена на балкона“ – радиоконкурс „Пролет“ – 1997 г.
- Първа награда за песента „Пирине вечен“ – Пирин фолк (Сандански) – 1998 г.
- Първа награда – фестивал Еврофест в Скопие – 1999 г.
- Първа награда за песента „Първа есен“ – Пирин фолк (Сандански) – 1999 г.
- Първа награда за песента „За това си струва“ – Пирин фолк /Сандански/ – 2000 г.
- Първа награда за песента „Един е Яне“ – Пирин фолк (Сандански) – 2001 г.
- Първа награда за песента „Любовна вечеря“ – Пирин фолк (Благоевград) – 2002 г.
- Грамота за изключителен принос към развитието на фестивала Пирин фолк с юбилейна статуетка – 2003 г.[42]
- Певец на годината – Годишни награди на телевизия „Планета“ – 2003 г.
- Почетен гражданин на Полски Тръмбеш от 2004 г.
- Трета награда и награда на публиката за песента „Песен искам“ – Пирин фолк (Банско) – 2004 г.
- Певец на годината – Годишни награди на телевизия „Планета“ – 2004 г.
- Певец на годината – Годишни награди на телевизия „Планета“ – 2005 г.
- Първа награда за албума „Коледен сън“ – „Кристална лира“ – 2005 г.
- Първа награда за концерта-представяне „Осъден на щастие“ – „Кристална лира“ – 2005 г.
- Награда за 25 г. активна творческа дейност – Годишни награди на телевизия „Планета“ – 2007 г.
- Специална награда от конкурса за млади певци „Полските щурчета“ в Полски Тръмбеш – 2019 г.[16]